# Hemiceratoides hieroglyphica
Hemiceratoides hieroglyphica är en fjärilsart som beskrevs av Saalmüller 1891. Hemiceratoides hieroglyphica ingår i släktet Hemiceratoides och familjen nattflyn. Inga underarter finns listade i Catalogue of Life.